# ワシーリー・スリコフ
ヴァシーリー・イヴァノヴィチ・スリコフ（Васи́лий Ива́нович Су́риков, 1848年1月24日 - 1916年3月19日）はロシア帝国末期の画家。大作の歴史画を得意とし、当時としては最も進歩的な美術家の一人であった。ロシアでは最も有名な画家の一人である。シベリアのクラスノヤルスク出身。「スリコフ」は「スーリコフ」とも表記される。

## 略歴
1869年から1871年にかけて帝国美術アカデミーにてパヴェル・チスチャコフに師事。1877年にモスクワに定住し、救世主ハリストス大聖堂にいくつかのフレスコ画を寄贈する。1878年に、デカブリストの末裔エリザベート・シャレー（Elizabeth Charais）と結婚。1881年に巡廻美術展協会に参加。1893年よりペテルブルク美術アカデミーの正会員となる。
スリコフは、庶民の日常生活に力点を置きつつロシアの過去のイメージを描いた。作品で顕著なのは、特異な空間表現（非線形透視図法）と、群集の動きである。いくつかの事例においてスリコフは、同一の図像を大小さまざまな大きさで描いていたようである。
モスクワにて死去。同地のヴァガニコヴォ墓地に埋葬された。出身地クラスノヤルスクには、後に曾孫であるニキータ・ミハルコフとアンドレイ・コンチャロフスキーによって記念碑が建てられた。

## 作品

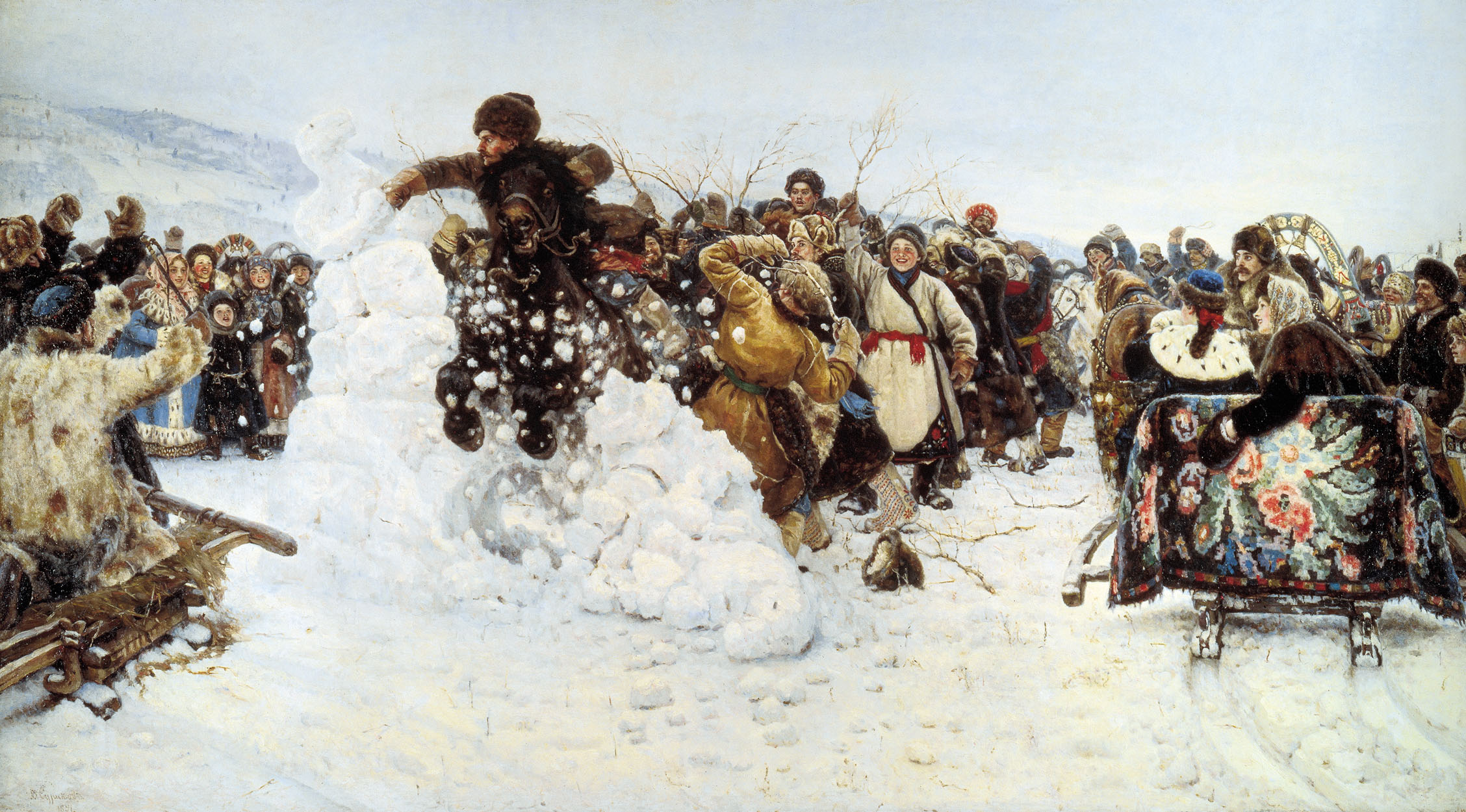
『雪の町の占領（ロシア語版）』、1891年
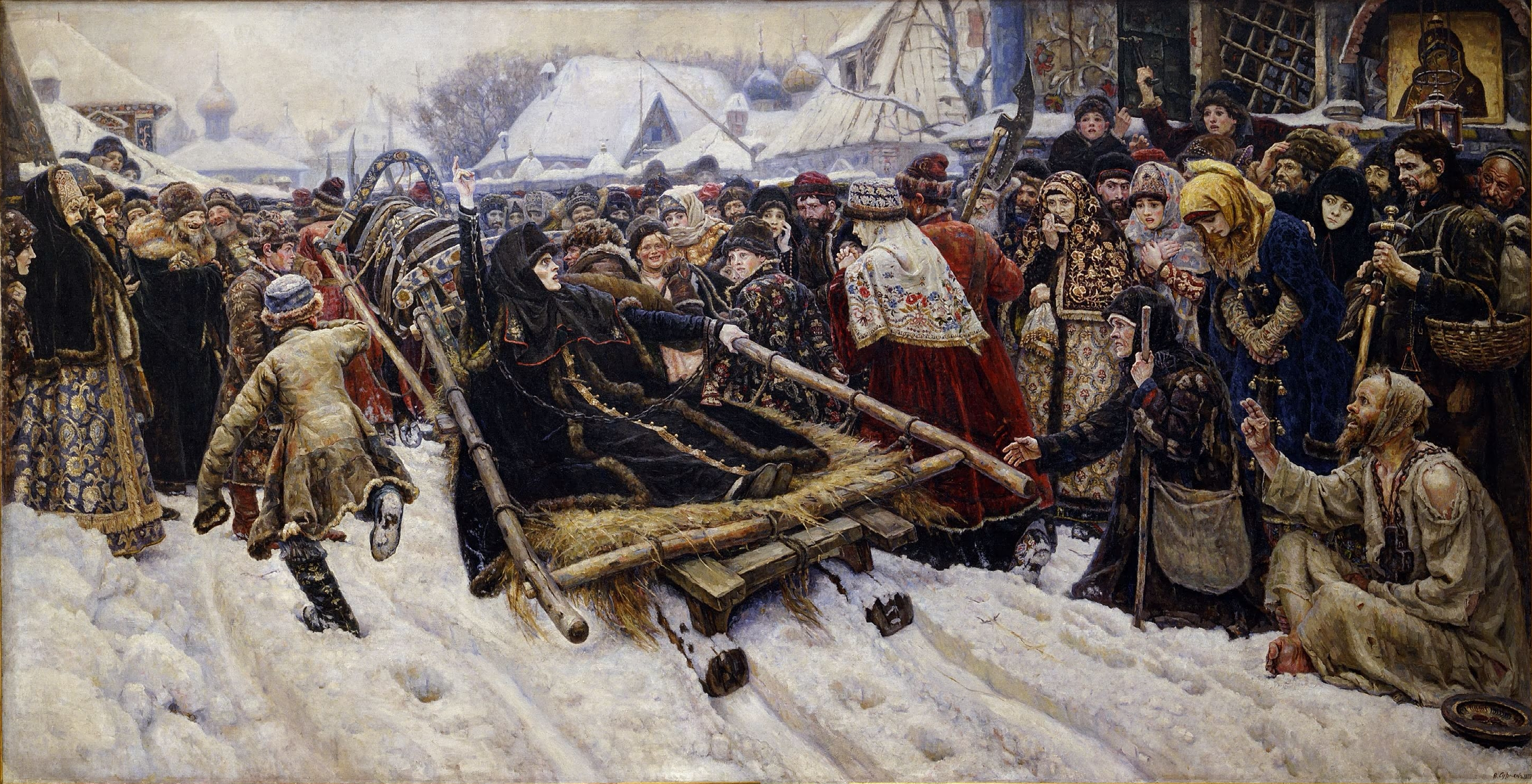
歴史画『大貴族モロゾヴァ』
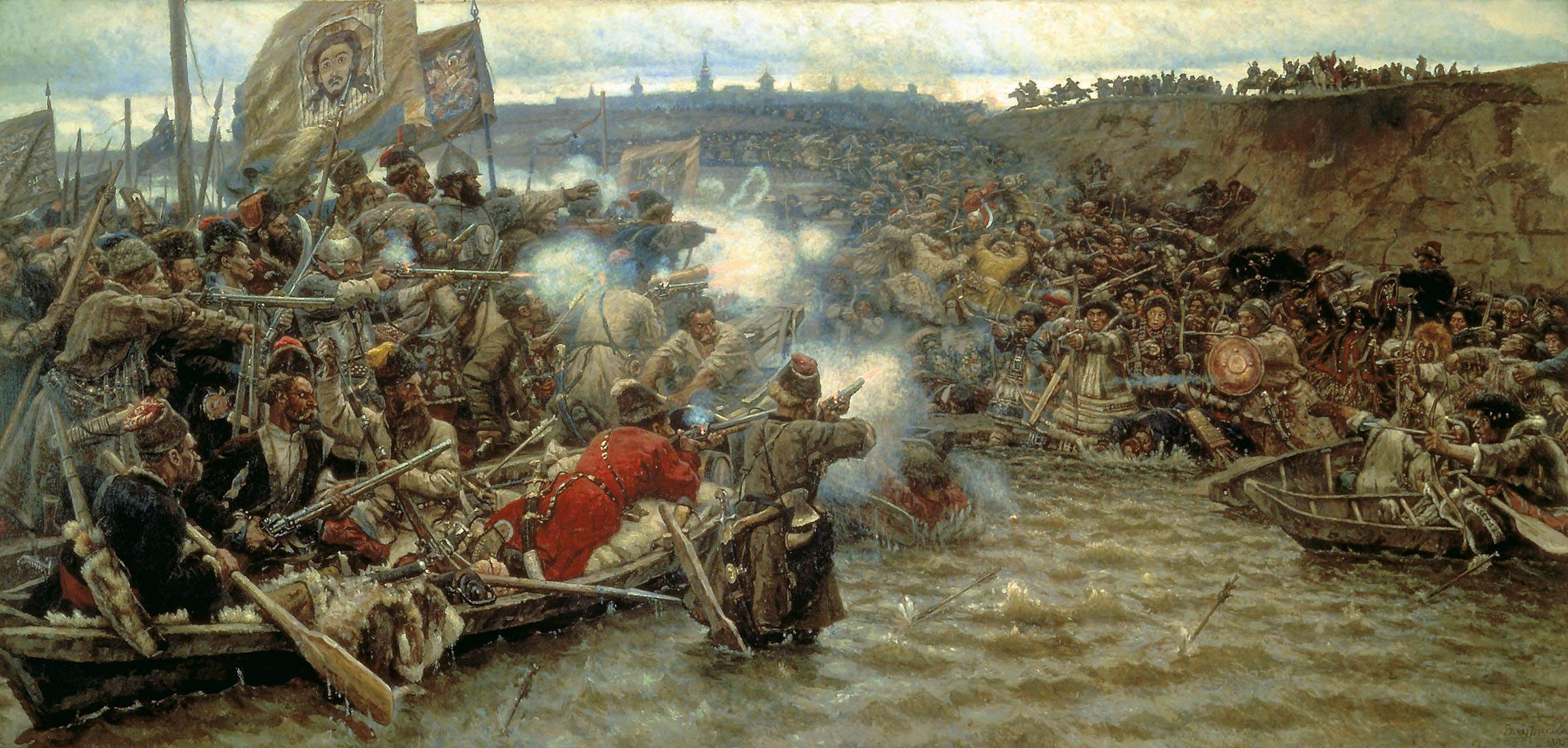
歴史画『イェルマークのシベリア征服（ロシア語版）』、1895年、ロシア美術館